# Bechstedtstraß
Bechstedtstraß település Németországban, azon belül Türingiában. Lakosainak száma 258 fő (2017. december 31.). Bechstedtstraß Isseroda és Bad Berka községekkel határos.

## Népesség
A település népességének változása:

| 2017 | 258 |